# Baron Island
Baron Island är en ö i Kanada.   Den ligger i North Coast Regional District och provinsen British Columbia, i den sydvästra delen av landet, 4 000 km väster om huvudstaden Ottawa. Arean är 13 kvadratkilometer.
Terrängen på Baron Island är platt. Öns högsta punkt är 70 meter över havet. Den sträcker sig 6,8 kilometer i nord-sydlig riktning, och 5,1 kilometer i öst-västlig riktning.